# Stieghorst
Stieghorst ist ein Stadtbezirk im Osten von Bielefeld und ein Stadtteil in diesem Stadtbezirk. Stieghorst war bis 1930 eine eigenständige Gemeinde im Kreis Bielefeld. Der Bezirk hatte 2024 33.352 Einwohner.

## Geografie
Der Stadtbezirk Stieghorst liegt im Ravensberger Hügelland nördlich des Teutoburger Waldes bei 52° 0' N, 8° 35' O auf einer Höhe von 135 m ü. NN.
Verschiedene Bäche, so der Baderbach und der Oldentruper Bach, entspringen am Nordrand des Teutoburger Waldes, fließen dem natürlichen Gefälle folgend nordwärts und gehören alle zum Einzugsbereich der Weser.
Die Fläche des Stadtbezirks beträgt 27,87 km² bei einer West-Ost-Ausdehnung von etwa acht und bei einer größten Nord-Süd-Ausdehnung an der östlichen Stadtgrenze zum Kreis Lippe von etwa sieben Kilometern. Der höchste Punkt des Stadtbezirks liegt auf der Bergkuppe Auf dem Polle auf dem Kamm des Teutoburger Waldes bei 320 m ü. NN.
Im Uhrzeigersinn im Süden beginnend, grenzt der Stadtbezirk Stieghorst an die Stadtbezirke Sennestadt, Senne, Gadderbaum, Mitte, und Heepen sowie an die Gemeinde Leopoldshöhe und die Stadt Oerlinghausen des Kreises Lippe.

## Gliederung
Der Stadtbezirk Stieghorst besteht aus den Stadtteilen (Ober-)Sieker, Stieghorst, Hillegossen, Ubbedissen und Lämershagen-Gräfinghagen. Die Bevölkerung verteilt sich auf die statistischen Bezirke wie folgt:
| Ortsteil                   | Statistischer Bezirk der Stadt Bielefeld | Einwohner (31.12.2024) |
| -------------------------- | ---------------------------------------- | ---------------------- |
| Ubbedissen mit Lämershagen | 59,60                                    | 7.094                  |
| Hillegossen                | 61                                       | 5.709                  |
| Stieghorst und Sieker      | 62, 63, 64                               | 20.549                 |

## Geschichte
Das Gebiet des heutigen Stadtbezirks Stieghorst gehörte bereits seit dem Mittelalter zur Grafschaft Ravensberg. Es wurde von der Vogtei in Heepen verwaltet, die zur Zeit ihrer größten Ausdehnung südlich bis in die Senne hinein reichte und zum Amt Sparrenberg gehörte.
Östlich von Bielefeld am nördlichen Rand des Teutoburger Waldes lag in der Form einer Streusiedlung die Bauerschaft Stieghorst. Wie die übrigen Teile der Grafschaft Ravensberg auch fiel Stieghorst 1346 an die Grafschaft Berg (ab 1423 Jülich-Berg). Mit dieser kam es 1609 vorläufig und im Jahre 1666 als Folge des Dreißigjährigen Krieges endgültig an Brandenburg-Preußen.
Als 1807 Preußen alle linkselbischen Gebiete abtreten musste, kam Stieghorst kurzfristig zum Königreich Westphalen, wo es innerhalb des Departements der Weser zum Kanton Heepen gehörte, fiel aber nach der Niederlage Napoleons I. 1813 an Preußen zurück.
Innerhalb der Provinz Westfalen gehörte Stieghorst nun zum Regierungsbezirk Minden und zum 1816 gebildeten Kreis Bielefeld. Im Kreis Bielefeld bildeten die Gemeinden Sieker, Stieghorst, Ubbedissen, Hillegossen und Lämershagen-Gräfinghagen den Süden des Amtes Heepen (bis 1843 Verwaltungsbezirk Heepen).
Mit der zunehmenden Industrialisierung des Ravensberger Landes entwickelte sich Stieghorst zu einem Vorort der Stadt Bielefeld. Die Bevölkerungszahl stieg dabei von 1106 im Jahre 1843 auf 2561 im Jahre 1925.
Am 1. Oktober 1930 erfolgte die Eingemeindung des größten Teils der Gemeinde Stieghorst nach Bielefeld. Einige Gebietsteile im Teutoburger Wald (26 ha) fielen an die damalige Gemeinde Senne I. In den 1930er-Jahren wurden in Stieghorst an der Detmolder Straße Kasernenanlagen errichtet, die seit dem Zweiten Weltkrieg von der Britischen Rheinarmee genutzt werden.
Am 1. Januar 1973 erfolgte durch das Bielefeld-Gesetz vom 24. Oktober 1972 der Zusammenschluss der Stadt Bielefeld mit den Städten und Gemeinden des Kreises Bielefeld zur neuen kreisfreien Stadt Bielefeld. Das Amt Heepen wurde aufgelöst, Rechtsnachfolgerin wurde die Stadt Bielefeld.
In der vergrößerten Stadt Bielefeld wurde der Stadtbezirk Stieghorst gebildet, bestehend aus
- dem südöstlich der Linie Brands Busch–Otto-Brenner-Straße–Oldentruper Straße gelegenen Teil der alten Stadt Bielefeld
- der Gemeinde Hillegossen
- der Gemeinde Ubbedissen
- dem nördlich des Kammes des Teutoburger Waldes gelegenen Teil der Gemeinde Lämershagen-Gräfinghagen.

Der Stadtbezirk Stieghorst besitzt kein eigenes Bezirksamt. Die bezirklichen Verwaltungsaufgaben werden von der Stadtverwaltung Bielefeld wahrgenommen. Eine Filiale des Bürgeramts Bielefeld befindet sich im Stadtteil Hillegossen an der Detmolder Straße 617.

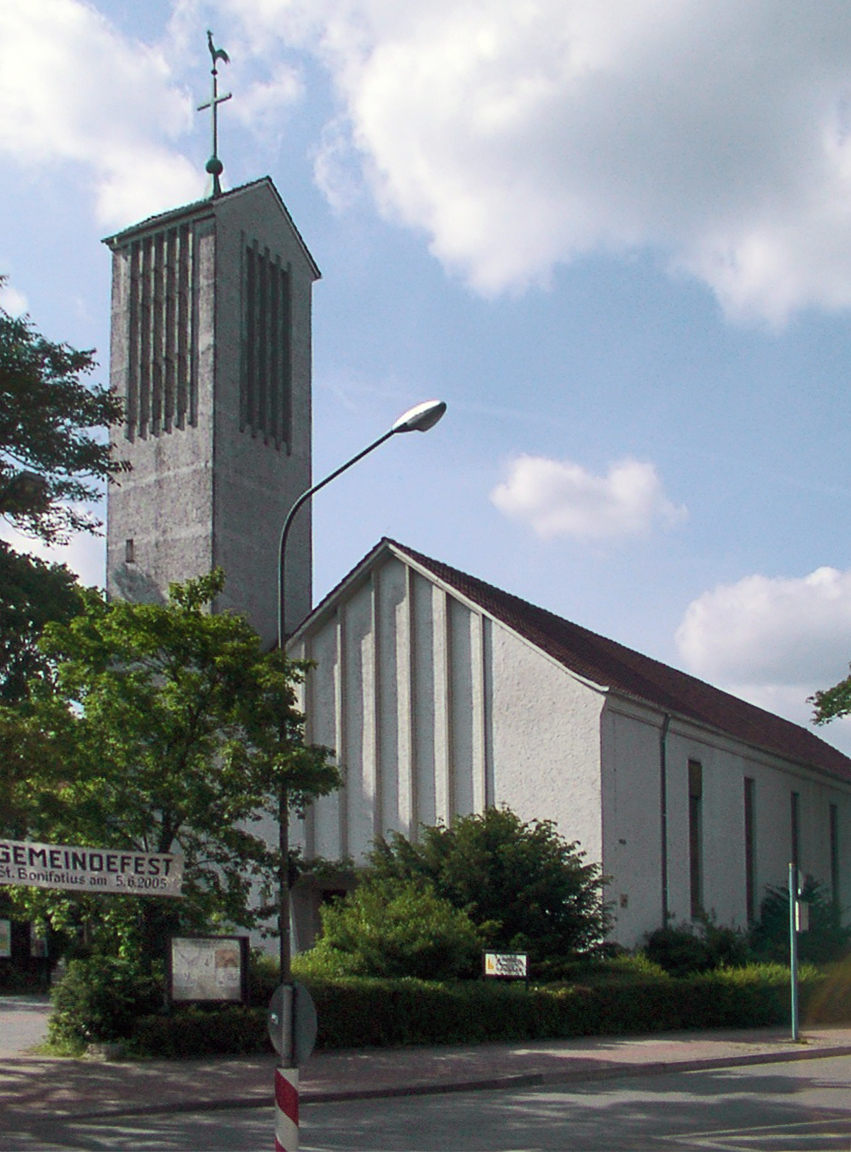
Katholische Kirche St. Bonifatius in Stieghorst

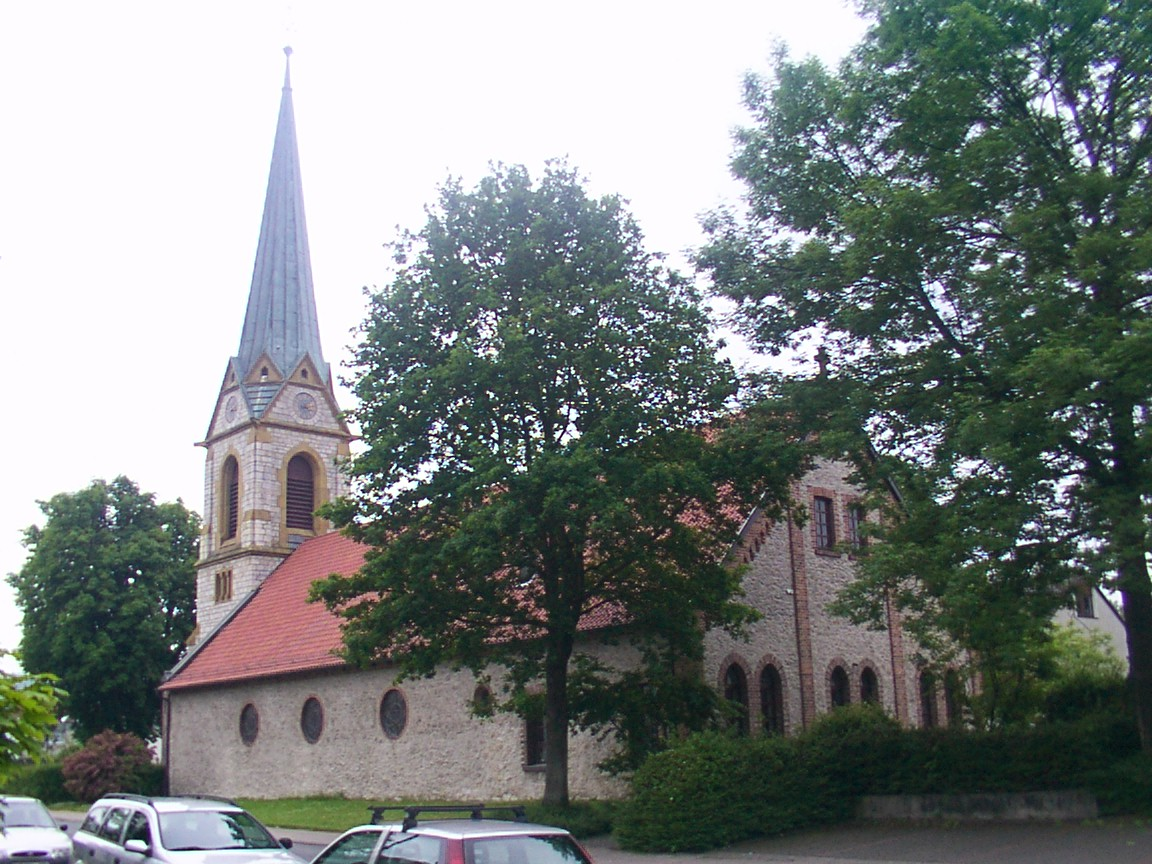
Ev.-luth. Pfarrkirche in Stieghorst

## Religion
Die Mehrheit der Bevölkerung des Stadtbezirks ist evangelisch-lutherisch. Für diese gibt es im Ortsteil Stieghorst die evangelische Gustav-Adolf-Kirchengemeinde und die evangelisch-lutherische Kirchengemeinde Stieghorst, wobei die beiden Gemeinden im Jahre 2007 zur evangelischen Kirchengemeinde Stieghorst fusionierten. Auch die evangelisch-lutherische Kirchengemeinde Hillegossen fusionierte mit der Stieghorster Gemeinde, die nun evangelische Kirchengemeinde Stieghorst-Hillegossen heißt. In Ubbedissen ist die evangelische Kirchengemeinde Ubbedissen und in Sieker die evangelische Luther-Kirchengemeinde, die alle zum Kirchenkreis Bielefeld der Evangelischen Kirche von Westfalen gehören.
Für die Katholiken gibt es die katholische Pfarrgemeinde Sankt Bonifatius im Dekanat Bielefeld-Lippe des Erzbistums Paderborn sowie das ukrainische griechisch-katholische Kirchen- und Gemeindezentrum. Dieses befindet sich in einer ehemaligen „Flüchtlings- und Vertriebenenkirche“, die in den frühen 1960er-Jahren erbaut wurde.
Die Neuapostolische Kirche unterhält eine Gemeinde in Sieker. Hinzu kommen mehrere Freikirchen wie die Mennoniten.

## Politik
Seit der Kommunalwahl am 13. September 2020 setzt sich die Bezirksvertretung Stieghorst wie folgt zusammen:
| Sitzverteilung in der Bezirksvertretung Stieghorst 2020Insgesamt 17 Sitze - Linke: 1 - SPD: 5 - Grüne: 3 - CDU: 6 - FDP: 1 - AfD: 1 Bezirksvertretungswahl 2020in Prozent %403020100 35,425,314,17,86,04,110,3 CDUSPDGrüneFDPAfDLinkeSonst.gGewinne und Verlusteim Vergleich zu 2014 %p 6 4 2 0 −2 −4 −6 −8−5,5−6,7+4,9+5,5+6,0−1,5+0,2CDUSPDGrüneFDPAfDLinkeSonst.Anmerkungen:g darunter u. a. BfB 2,6 % (−4,5 %) |

## Kultur und Sehenswürdigkeiten
Auf dem Kamm des Teutoburger Waldes an der südlichen Grenze des Stadtbezirks liegt der Aussichtsturm Eiserner Anton, etwa einen Kilometer östlich des gleichnamigen Restaurants an der Osningstraße. Nahebei befindet sich ein Fernsehturm. Im Ortsteil Lämershagen am Lewenberg, gleichfalls im Teutoburger Wald, liegt das Bodendenkmal Hünensaut mit Resten der Wallanlagen der Löwenburg. Ein alter Grenzstein an der Detmolder Straße an der Grenze zu Leopoldshöhe markiert die Grenze zu Lippe.
Mit dem Siekerfriedhof, dem Stieghorster Friedhof, dem Friedhof Ubbedissen und dem Waldfriedhof Lämershagen besitzt der Stadtbezirk vier Friedhöfe. Sehenswert ist die alte evangelisch-lutherische Pfarrkirche Stieghorst. Ursprünglich eine Fruchtscheune, wurde sie 1898 zu einem Gottesdienstraum umgebaut und Anfang des 20. Jahrhunderts um einen Glockenturm ergänzt.
Auf dem Gebiet des Ortsteiles Lämershagen-Gräfinghagen befindet sich der nördliche Teil des 2017 entdeckten Römerlagers Bielefeld-Sennestadt. Das Lager war ein Marschlager, das Römer in der Zeit um Christi Geburt südlich des Hauptkammes des Teutoburger Waldes angelegt hatten.

## Wirtschaft und Infrastruktur
Sieker, Stieghorst und Hillegossen haben typischen Vorstadtcharakter, während Teile von Ubbedissen sowie Lämershagen ländlich geprägt sind. Der Ortsteil Stieghorst besteht überwiegend aus großen Mietshäusern, die in den 1950er- bis 1970er-Jahren errichtet wurden und ursprünglich viele Flüchtlinge beherbergten.
Insbesondere nahe der Detmolder Straße liegen Gewerbegebiete, in denen auch international aufgestellte Unternehmen vertreten sind, so etwa der Spezialpapierhersteller Mitsubishi HiTec in Hillegossen.

## Verkehr
Heute ist Stieghorst einer der am besten an den ÖPNV angebundenen Außenbezirke der Stadt mit insgesamt 2 Endhaltestellen der Stadtbahn auf Bezirksgebiet (Sieker in Sieker (Linie 2) und Stieghorst Zentrum in Stieghorst (Linie 4)) und der zentralen Bushaltestelle „Stieghorst Zentrum“, wo sieben Buslinien halten, wovon fünf dort ihren Endpunkt haben. Sie verbinden den Stadtteil Stieghorst mit Hillegossen, Ubbedissen, Heideblümchen, Sennestadt, Oldentrup, Milse, Heepen und Brake (alles Bielefelder Stadtteile) sowie mit der angrenzenden Stadt Oerlinghausen.
Hillegossen gilt außerdem als Buskreuzungspunkt im Bielefelder Osten, da sich im Ortsteil sämtliche eben genannte Buslinien vom Endpunkt Stieghorst (außer der Linie 33 nach Milse) mit einigen vom Endpunkt Sieker kommenden Buslinien in die Stadtteile Milse und Heepen sowie in die umliegenden Städte Oerlinghausen, Leopoldshöhe (Ortsteil Asemissen) und Schloß Holte-Stukenbrock (Ortsteil Stukenbrock) treffen.
Von Sieker bestehen außerdem Verbindungen in die Stadtteile Brackwede, Windelsbleiche und Senne im Bielefelder Süden, welche weder Stieghorst noch Hillegossen bedienen (Linie 36) und eine Stadtbus-Linie, welche die Stadtbezirke Bielefeld-Mitte und Dornberg bedient (Linie 24).
Zentrale Verkehrsknotenpunkte im Bezirk sind somit Sieker und Stieghorst Zentrum, deren meiste Buslinien sich in Hillegossen "Oerlinghauser Straße" treffen und von dort die umliegenden Stadtteile und Gemeinden bedienen. Einzige Ausnahmen bilden die Linie 30, welche in keinem der Stadtteile ihren Endpunkt hat, sondern lediglich unter anderem Stieghorst und Hillegossen (nicht aber Sieker) auf ihrem Weg von Brake (Bielefelder Nordosten) nach Heideblümchen (Bielefelder Südosten) durchquert, die Linie 136, welche von Sieker direkt Richtung Bielefelder Süden fährt, sowie die Linie 236, welche von Sieker, mit Kleinbussen in 3 Haltestellen, bis zur Grenze von Sieker/Sennestadt (Rütli) fährt.
Die Linie 33 von Sieker nach Milse ist die einzige Buslinie, welche Sieker und Stieghorst ohne einen Umweg über Hillegossen verbindet.

### Schienen- und Busverkehr
Der Haltepunkt Bielefeld-Ubbedissen im Osten des Stadtbezirks liegt an der Bahnstrecke Bielefeld–Lemgo. Er wird von der Regionalbahn 73 „Der Lipperländer“ Bielefeld–Lage–Lemgo der Eurobahn bedient.
Im öffentlichen Nahverkehr verkehrt die Linie 4 der Bielefelder Stadtbahn von der Endhaltestelle Stieghorst über Bielefeld-Mitte und die Universität nach Lohmannshof im Stadtbezirk Dornberg im Westen der Stadt. Die Stadtbahnlinie 2 Sieker–Altenhagen hat ihre Endhaltestelle im Stadtteil Sieker am westlichen Rand des Stadtbezirks und verkehrt über Bielefeld-Mitte, Bielefeld-Baumheide und Bielefeld-Milse nach Altenhagen im Stadtbezirk Heepen. Von den Endhaltestellen der Stadtbahn bestehen Busverbindungen des örtlichen Verkehrsunternehmens in alle Stadtteile des Bezirks, in die benachbarten Bezirke Heepen und Sennestadt und in die angrenzenden Gemeinden Oerlinghausen und Leopoldshöhe im Kreis Lippe und die Gemeinde Schloß Holte-Stukenbrock im Kreis Gütersloh. Eine Verlängerung der Linien 2 über die jetzige Endstelle hinaus bis Hillegossen ist seit Jahren geplant. Ende 2023 wurde Pläne in der Politik vorgestellt. Baubeginn ist voraussichtlich 2028.
Im öffentlichen Personennahverkehr gilt der regionale Tarif Westfalen-Tarif im Teilnetz TeutoOWL.

### Straßen
Durch den Stadtbezirk verläuft in Süd-Nord-Richtung die Autobahn 2 Dortmund–Hannover, deren Anschlussstelle Bielefeld-Ost an der Kreuzung mit der Bundesstraße 66 liegt.
Diese ist die alte Ausfallstraße von Bielefeld nach Detmold und verläuft in West-Ost-Richtung durch Sieker, Stieghorst, Hillegossen und Ubbedissen. In ihrem Verlauf ist sie weitgehend mit der Detmolder Straße identisch.

## Öffentliche Einrichtungen
Das Wohnstift Salzburg blickt auf eine lange Tradition zurück, da es auf Salzburger Emigranten zurückgeht, protestantische Glaubensflüchtlinge, die in Preußen Zuflucht fanden, deren Nachkommen aber als Folge des Zweiten Weltkriegs die damaligen deutschen Ostgebiete verlassen mussten. Das Eichamt der Stadt Bielefeld befindet sich in Stieghorst und Ubbedissen hat eine Volkssternwarte.
Das Edith-Viehmeister-Haus in Lämershagen ist benannt nach Edith Viehmeister (1920–1995), die von 1964 bis 1972 Bürgermeisterin von Lämershagen-Gräfinghagen und 1984 bis 1989 Bürgermeisterin der Stadt Bielefeld war.

## Bildung
In Stieghorst gibt es die Fachschule der Tischlerinnung, die Grundschule Stieghorst, die Friedrich Wilhelm Murnau-Gesamtschule (Gesamtschule Stieghorst) mit einer Zweigstelle der Stadtbibliothek Bielefeld und die Georg-Müller-Schule, eine evangelikale Bekenntnisschule in privater Trägerschaft, in Hillegossen und Ubbedissen gibt es jeweils eine Grundschule und in Hillegossen gibt es außerdem eine Musikschule.